# Квемо-Млета
Квемо-Млета (груз. ქვემო მლეთა; Нижняя Млета) — село в восточной Грузии, в Душетском муниципалитете края Мцхета-Мтианети. Расположено на Военно-Грузинской дороге, на высоте 1480 метров, в 70 километрах от Душети. У села протекает река Арагви.

## Достопримечательности
Участок Военно-Грузинской дороги Гудаури-Млета (Млетский спуск, инженер Б. И. Статковский) считается одним из красивейших на горных дорогах и, проложенный в очень сложных условиях и ценой гигантских усилий (подвешенные на верёвках рабочие вырубали в скалах ступени), примером высокого инженерного искусства.